# Operació Mar Verd
L'Operació Mar Verda (en anglès: Operation Green Sea, en portuguès: Operação Mar Verde) va ser un atac amfibi a Conakry, la capital de Guinea efectuada per 350 a 420 soldats portuguesos i els combatents de la Guinea portuguesa datat al novembre de 1970. Els objectius de l'operació van incloure l'enderrocament del règim d'Ahmed Sekou Touré, la captura del líder del Partit Africà per la Independència de Guinea i Cap Verd (PAIGC), Amílcar Cabral, la destrucció dels actius navals i aeris del PAIGC i els seus partidaris de Guinea, i el rescat de presoners portuguesos de guerra retinguts a Conakry.
Els atacants es van retirar després de rescatar els presoners de guerra i la destrucció d'alguns vaixells del PAIGC i la infraestructura de les forces aèries de Guinea, però no van poder capturar Amílcar Cabral, líder de les guerrilles del PAIGC, o per enderrocar el règim del dictador de Guinea Ahmed Sekou Touré.

## Antecedents
El 1952, Ahmed Sekou Touré, es va convertir en el líder del Partit Democràtic de Guinea (PDG). El 1957, a Guinea hi hagué una elecció en què el PDG aconseguí 56 de 60 seients parlamentaris. El PDG va dur a terme un plebiscit el setembre de 1958 pel qual els guineans majoritàriament van optar per la independència immediata i no per l'associació continua amb França. Els francesos es van retirar i, el 2 d'octubre de 1958, Guinea es va proclamar una república sobirana i independent, amb Touré com a president.
El 1960, Touré va donar la benvinguda i suport a Guinea Amílcar Cabral i la seva organització, el PAIGC, que buscava la independència de la Guinea Portuguesa (actual Guinea Bissau) i Cap Verd, de Portugal. El 1961, el PAIGC va iniciar la Guerra de Guinea Bissau per la Independència.

## Atac

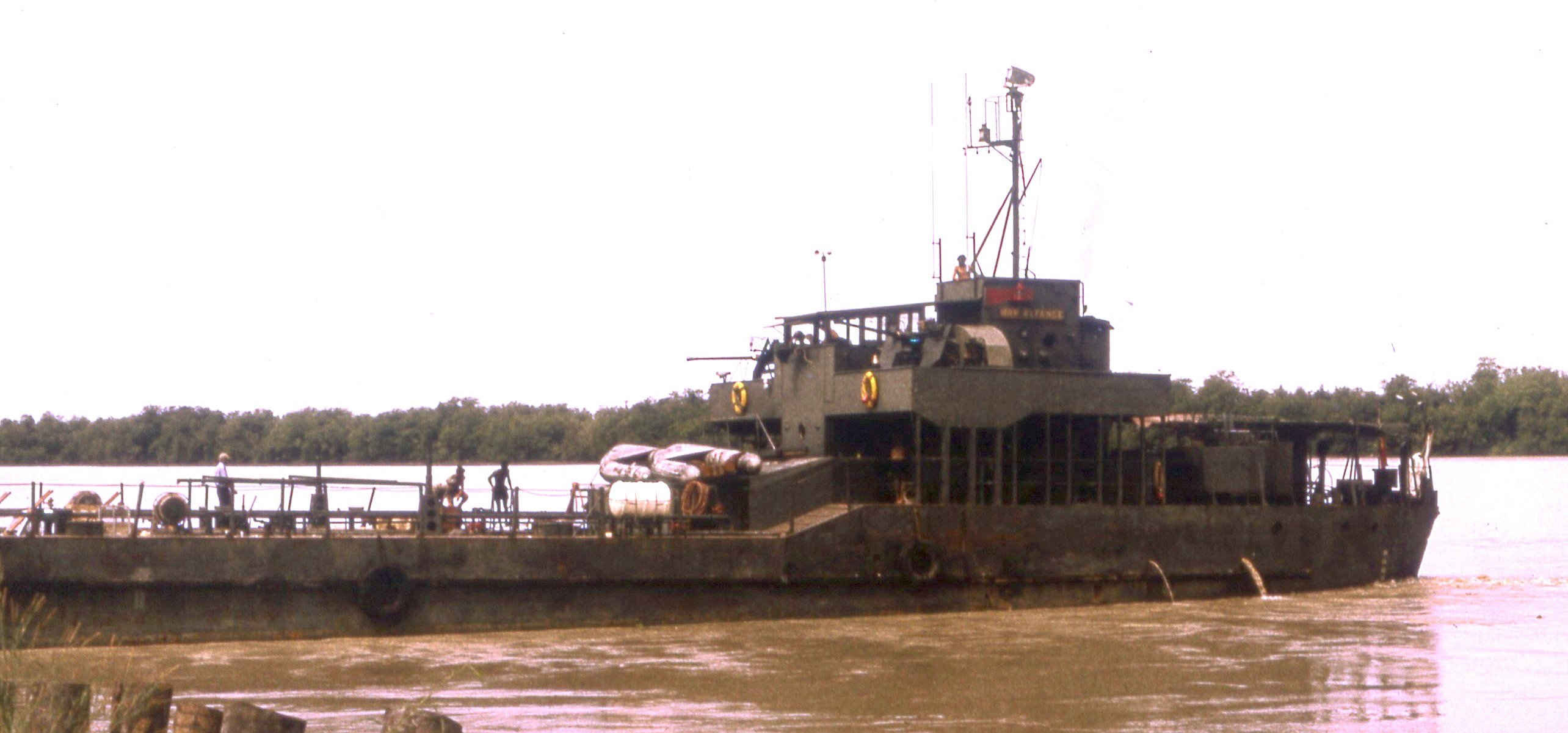
Armada Portuguesa desembarcant durant la Guerra Colonial Portuguesa.

En la nit del 21-22 novembre 1970 prop de 200 guineans armats vestits amb uniformes semblants als de l'Exèrcit de Guinea i al comandament d'oficials portuguesos-i 220 soldats afro-portuguesos i portuguesos va prendre terra en punts al voltant de Conakry. Els soldats van desembarcar de quatre vaixells sense marcar, inclòs un LST (Vaixell de desembarcament) i un vaixell de càrrega, i van destruir 4 o 5 vaixells de subministrament del PAIGC. D'Altres van desembarcar prop de casa d'estiu del President Touré, la qual van cremar. Touré es trobava al Palau Presidencial en el moment. Altres soldats van capturar a dos llocs militars de l'exèrcit, van prendre el control de la planta principal de subministrament elèctric de la ciutat, capturat el quarter general del PAIGC (però no Amílcar Cabral), i va alliberar 26 presoners de guerra portuguesos que es trobaven detinguts pel PAIGC. les forces de milicians guineans van lluitar contra els invasors amb poc èxit. Atès que tant Cabral i Touré no els van poder trobar, els assaltants es van retirar després de patir baixes menors.

## Conseqüències

### Purgues internes a Guinea
Una setmana després de la invasió, Touré va establir un comitè de deu persones: el Haut-Commandement (alt comandament). Personal amb els membres lleials del Buró Polític, l'Alt Comandament va córrer Guinea per decret. L'Alt Comandament supervisà arrestos, detencions sense judici i execucions. Les accions de l'Alt Comandament van delmar les files dels funcionaris del govern i la policia. Entre les víctimes es trobaven el president del Banc Central de la República de Guinea i el ministre d'Hisenda Ousmane Baldé. Després d'un judici de cinc dies, el 23 de gener de 1971, el Suprem Tribunal Revolucionari va ordenar 29 execucions (dutes a terme tres dies més tard), 33 condemnes a mort in absentia, 68 penes de cadena perpètua amb treballs forçats, i 17 ordres de confiscació de tots els béns. Les tropes afro-portugueses que havien desertat a Guinea van rebre sentències de cadena perpètua amb treballs forçats. 89 dels acusats van ser posats en llibertat, però els dissidents diuen que algunes persones "van desaparèixer" a la presó o van ser executades extrajudicialment. Els condemnats a execució inclosos els membres del partit de govern (incloent els caps de partit del veïnatge a Conakry), el Cap de la Policia de Conakry, un secretari del president, un viceministre d'Hisenda, i almenys cinc soldats guineans. Els que tenien els seus béns confiscats eren francesos o Libanesos. El destí d'altres europeus que van ser arrestats es desconeix.
El juliol del 1971, Touré va purgar l'exèrcit d'alguns dels seus funcionaris. L'abril del 1973, va purgar el seu règim d'alguns dels seus ministres.

### Condemnes polítiques
El 8 de desembre de 1970, el Consell de Seguretat de les Nacions Unides va aprovar la Resolució 290, que va condemnar Portugal per la invasió de Guinea, i va exhortar Portugal a respectar els principis de la lliure determinació i la independència pel que fa a Guinea. L'11 de desembre de 1970, l'Organització de la Unitat Africana (OUA) va aprovar una resolució per unanimitat condemnant la invasió.
Nigèria i Algèria van oferir el seu suport a Guinea-Conakry i la Unió Soviètica va enviar vaixells de guerra a la zona (coneguda per l'OTAN com la Patrulla d'Àfrica Occidental) per evitar altres operacions militars contra el règim de Touré i contra les bases del PAIGC a Guinea.